# Аланіс Моріссетт
Ала́ніс Мо́ріссетт (англ. Alanis Morissette; *1 червня 1974, Оттава) — канадська співачка, композиторка, акторка та продюсерка, котра стала всесвітньо відомою в 1995 році, записавши один з найкраще продаваних альбомів за весь час Jagged Little Pill. На рахунку Моріссетт 7 нагород «Греммі». Загалом по всьому світу продано понад 55 млн екземплярів її альбомів.

## Дискографія
- Alanis (1991)
- Now Is the Time (1992)
- Jagged Little Pill (1995)
- Supposed Former Infatuation Junkie (1998)
- Under Rug Swept (2002)
- So-Called Chaos (2004)
- Jagged Little Pill Acoustic (2005)
- Flavors of Entanglement (2008)
- Havoc and Bright Lights (2012)

## Нагороди та номінації

### Нагороди
- 1996 Премія «Греммі» — найкраще жіноче вокальне рок-виконання, за «You Oughta Know»
- 1996 Премія «Греммі» — найкраща рок-пісня, за «You Oughta Know»
- 1996 Премія «Греммі» — альбом року, за Jagged Little Pill
- 1996 Премія «Греммі» — рок-альбом року, за Jagged Little Pill
- 1996 Премія «Juno Award» — найкращий альбом, за Jagged Little Pill
- 1996 Премія «Juno Award» — найкращий жіночий вокал
- 1996 Премія «Juno Award» — найкращий рок-альбом, за Jagged Little Pill
- 1996 Премія «Juno Award» — сингл року, за «You Oughta Know»
- 1996 Премія «Juno Award» — композитор року
- 1996 Премія «MTV Video Music Award» — найкращий монтаж, за «Ironic»
- 1996 Премія «MTV Video Music Award» — найкраще жіноче відео, за «Ironic»
- 1996 Премія «MTV Video Music Award» — прорив року, за «Ironic»
- 1997 Премія «American Music Award» — улюблений поп/рок-альбом, за Jagged Little Pill
- 1997 Премія «American Music Award» — улюблена поп/рок-виконавиця
- 1997 Премія «Juno Award» — сингл року, за «Ironic»
- 1997 Премія «Juno Award» — композитор року
- 1998 Премія «Греммі» — найкращий музичний фільм, за Jagged Little Pill, Live
- 1999 Премія «Греммі» — найкраще жіноче вокальне рок-виконання, за «Uninvited»
- 1999 Премія «Греммі» — найкраща рок-пісня, за «Uninvited»
- 2000 Премія «Juno Award» — альбом року, за Supposed Former Infatuation Junkie
- 2000 Премія «Juno Award» — найкращий кліп, за «So Pure»
- 2003 Премія «Juno Award» — продюсер року, за «Hands Clean» та «So Unsexy»

### Номінації
- 1996 Премія «Греммі» — пісня року, за «You Oughta Know»
- 1996 Премія «Греммі» — найкращий новий виконавець, за «You Oughta Know»
- 1996 Премія «American Music Award» — улюблена поп/рок-виконавиця
- 1996 Премія «American Music Award» — улюблений поп/рок-новачок
- 1996 Премія «MTV Video Music Award» — найкраща режисура, за «Ironic»
- 1996 Премія «MTV Video Music Award» — кліп року, за «Ironic»
- 1996 Премія «MTV Video Music Award» — вибір глядачів, за «Ironic»
- 1997 Премія «Греммі» — запис року, за «Ironic»
- 1997 Премія «Греммі» — найкращий кліп, за «Ironic»
- 1999 Премія «Греммі» — найкраща пісня із фільму, за «Uninvited»
- 2000 Премія «Греммі» — найкраще жіноче вокальное поп-виконання, за «Thank U»
- 2000 Премія «Juno Award» — найкращий жіночий вокал
- 2000 Премія «Juno Award» — найкращий поп-альбом, за Supposed Former Infatuation Junkie
- 2000 Премія «Juno Award» — композитор року, за «So Pure», «Thank U» та «Unsent»
- 2000 Премія «MTV Video Music Award» — найкраща хореографія, за «So Pure»
- 2001 Премія «Греммі» — найкраще жіноче вокальне рок-виконання, за «So Pure»
- 2003 Премія «Juno Award» — музикант року
- 2003 Премія «Juno Award» — поп-альбом року, за Under Rug Swept
- 2004 Премія «Juno Award» — музичний DVD року, за Feast on Scraps
- 2006 Премія «Золотий глобус» — найкраща пісня із фільму, за «Wunderkind»
- 2007 Премія «People's Choice» — улюблена кавер-версія, за «Crazy»
- 2007 Премія «People's Choice» — улюблена пісня із фільму, за «Crazy»